# NGC 6429
NGC 6429 је спирална галаксија у сазвежђу Херкул која се налази на NGC листи објеката дубоког неба.
Деклинација објекта је + 25° 21' 3" а ректасцензија 17h 44m 5,3s. Привидна величина (магнитуда) објекта NGC 6429 износи 13,3 а фотографска магнитуда 14,2. NGC 6429 је још познат и под ознакама UGC 10960, MCG 4-42-4, CGCG 141-7, IRAS 17420+2522, PGC 60770.